# Otto Didrik Schack (1810-1856)
 Der er flere personer med dette navn, se Otto Didrik Schack.
Otto Didrik lensgreve Schack (født 3. oktober 1810 på Astrupgaard i Brøns Sogn, død 26. juli 1856 i Flensborg) var en dansk lensbesidder.
Han var søn af Hans greve Schack og hustru og arvede i 1814 Grevskabet Schackenborg. Da han var mindreårig, blev grevskabet sat under administration, indtil han blev myndig. I 1853 blev han udnævnt til kammerherre.
15. maj 1842 ægtede han i Tønder Kristkirke Friederike "Ille" Rosine Juliane von Krogh (født 1. august 1823 i Nordborg, død 17. december 1852 på Schackenborg), datter af amtmand Frederik Christian von Krogh og Cornelia Sophie født komtesse Lerche. 5. juni 1856 ægtede han i Dänischenhagen Johanne Christiane Cornelia von Krogh (født 12. juli 1825 i Nordborg, død 18. maj 1910), søster til forannævnte.
Sønnen Hans greve Schack overtog grevskabet.